# Meteorus novazealandicus
Meteorus novazealandicus är en stekelart som beskrevs av Cameron 1898. Meteorus novazealandicus ingår i släktet Meteorus och familjen bracksteklar. Inga underarter finns listade i Catalogue of Life.